# Khanapur, Devadurga
Khanapur là một làng thuộc tehsil Devadurga, huyện Raichur, bang Karnataka, Ấn Độ.